# Come Next Spring
Come Next Spring (Brasil: Quando a Primavera Voltar / Portugal: O Maior Amante do Mundo) é um filme norte-americano de 1956, do gênero drama, dirigido por R. G. Springsteen e estrelado por Ann Sheridan e Steve Cochran.

## Produção
Come Next Spring é um dos raros filmes do diretor R. G. Springsteen a receber os favores da crítica, para muitos, na verdade, seu melhor trabalho."Encantador pedaço de Americana" para Leonard Maltin, o filme é um "admirável drama rural" que se tornou sucesso graças à propaganda boca a boca.
Max Steiner e Lenny Adelson compuseram a canção-título, interpretada por Tony Bennett.
Este "belo pequeno filme", com seu elenco atraente e uma sensível escolha do material, é um dos poucos destaques da Republic Pictures em seus derradeiros anos de existência—o estúdio fecharia as portas em 1959.

## Sinopse
Após doze anos de muita bebida em perambulações pelo país, Matt Ballot retorna para o rancho no Arkansas, onde vivem sua esposa Bess e os filhos Annie e Abraham, que ele mal conhece. Recebido friamente, Matt tenta uma segunda chance.

## Elenco
| Ator/Atriz     | Personagem      |
| -------------- | --------------- |
| Ann Sheridan   | Bess Ballot     |
| Steve Cochran  | Matt Ballot     |
| Walter Brennan | Jeffrey Storys  |
| Sherry Jackson | Annie           |
| Richard Eyer   | Abraham         |
| Edgar Buchanan | Canary          |
| Sonny Tufts    | Leroy Highwater |
| Harry Shannon  | Totter          |
| Rad Fulton     | Bob Storys      |
| Mae Clarke     | Myrtle          |
| Roscoe Ates    | Shorty Wilkins  |
| Wade Ruby      | Delbert Meaner  |
| James Best     | Bill jackson    |